# Mark Goresky
Pour les articles homonymes, voir Goresky.
Mark Goresky (né le 27 décembre 1950 à Regina, Saskatchewan) est un mathématicien canadien. Principalement connu pour l'invention de l'homologie d'intersection (en), il travaille en géométrie algébrique, en théorie des représentations et en informatique.

## Biographie

### Formation et carrière
Goresky étudie à l'Université de la Colombie-Britannique à Vancouver où il est Bachelor en 1971 puis à l'université Brown, où il soutient sa thèse en 1976 sous la direction de Robert MacPherson avec un mémoire intitulé Geometric cohomology and homology of stratified objects. Plusieurs des résultats de sa thèse sont publiés en 1981 par l'American Mathematical Society.
En 1975, il part pour l'IHES à Paris. De 1976 à 1978, il est Moore Instructor au MIT ; de 1978 à 1981, il devient professeur assistant à l'Université de la Colombie-Britannique puis part en 1981 pour l'université du Nord-Est, où il est professeur en mathématiques et en informatique. Depuis 1995 il est à l'Institute for Advanced Study à Princeton.

### Vie privée
Son directeur de thèse, Robert MacPherson, devient plus tard son compagnon. Leur découvert de l'homologie d'intersection « les rend tous deux célèbres ». Après l'effondrement de l'Union soviétique, ils jouent un rôle important dans l'acheminement d'aide aux mathématiciens russes, en particulier ceux qui étaient contraints de cacher leur sexualité.

## Travaux
Goresky est connu pour avoir développé, avec Robert MacPherson, l'homologie d'intersection (en), qui concerne certains espaces singuliers appelés espaces stratifiés (en) comme les variétés algébriques réelles ou complexes, précisément dans l'intention de généraliser la dualité de Verdier (en) à de tels espaces stratifiés.
Goresky s'intéresse également à la cryptographie (entre autres aux générateurs de nombres aléatoires avec des registres à décalage).

## Prix et distinctions
En 1980 il obtient une bourse Sloan. En 1984 il obtient le prix Coxeter-James et en 1986 le prix Jeffery-Williams de la Société mathématique du Canada. En 2002 il est lauréat avec MacPherson du prix Leroy P. Steele, et en 2011, avec Jayce Getz, il reçoit le prix Ferran Sunyer i Balaguer. Il est membre de la Société royale du Canada et de l'American Mathematical Society.

## Publications choisies
- Jayce Getz et Mark Goresky, Hilbert modular forms with coefficients in intersection homology and quadratic base change, Birkhäuser, coll. « Progress in Mathematics » (no 298), 2012, xiv+258 p. (ISBN 978-3-0348-0350-2, ISSN 0743-1643, DOI 10.1007/978-3-0348-0351-9)
- Mark Goresky et Robert MacPherson, « La dualité de Poincaré pour les espaces singuliers », C. R. Acad. Sci., a-B, vol. 284, no 24,‎ 1977, A1549-A1551 (MR 0440533)
- Mark Goresky et Robert MacPherson, « Intersection homology theory », Topology, vol. 19, no 2,‎ 1980, p. 135-162 (DOI 10.1016/0040-9383(80)90003-8, MR 0572580)
- Mark Goresky, « Whitney stratified chains and cochains », Trans. Amer. Math. Soc., vol. 267,‎ 1981, p. 175-196
- Mark Goresky et Robert MacPherson, « Intersection homology. II », Invent. Math., vol. 72, no 1,‎ 1983, p. 77-129 (DOI 10.1007/BF01389130, MR 0696691)
- Mark Goresky et Robert MacPherson, Stratified Morse Theory, New York, Springer Verlag, coll. « Ergebnisse der Mathematik und ihrer Grenzgebiete » (no 14), 1988, xiv+272 p. (ISBN 978-3-642-71716-1, DOI 10.1007/978-3-642-71714-7)